# Hòa ước Nhâm Tuất (1862)
Hòa ước Nhâm Tuất là hiệp ước bất bình đẳng đầu tiên giữa Đại Nam và Đế quốc Pháp, theo đó Nhà Nguyễn phải cắt nhượng lãnh thổ 3 tỉnh Nam Kỳ gồm Biên Hòa, Gia Định, và Định Tường cho Pháp.
Hiệp ước được ký ngày 5 tháng 6 năm 1862 tại Sài Gòn giữa đại diện triều Nguyễn (thời vua Tự Đức) là chánh sứ Phan Thanh Giản và phó sứ Lâm Duy Hiệp (hay Thiếp) với đại diện của Pháp là thiếu tướng Bonard và đại diện của Tây Ban Nha là đại tá Don Carlos.
Hiệp ước Nhâm Tuất (1862) gồm 12 điều, hai nội dung quan trọng và nặng nề nhất là triều đình Huế phải nhượng cho Pháp ba tỉnh miền Đông Nam kỳ và Côn Đảo với tất cả chủ quyền (điều 3), và bồi thường chiến phí với số tiền lên đến 4 triệu franc Pháp (tương đương 2.880.000 lạng bạc) trong vòng 10 năm (điều 8). Đây chính là hòa ước bất bình đẳng "đầu tiên" của Việt Nam ký với Pháp, mở đầu cho "cuốn vong quốc sử Việt Nam" từ nửa đầu thế kỷ 19 đến nửa đầu thế kỷ 20 trong lịch sử Việt Nam.

## Nguyên nhân

Bản đồ Nam Kỳ Lục Tỉnh giai đoạn (1841-1862).

Theo sử liệu thì nguyên nhân  triều đình Tự Đức phải ký kết hiệp ước là vì lúc đó ở Bắc Kỳ có các cuộc nổi dậy đang đánh phá dữ dội (đáng kể nhất là của: Tạ Văn Phụng và Cai Tổng Vàng, Nông Hùng Thạc)...mà trong Nam Kỳ thì thực dân Pháp đã đánh chiếm được bốn tỉnh là: Gia Định, Định Tường, Biên Hòa và Vĩnh Long.
Sau khi so sánh hai mối nguy, triều đình Tự Đức bèn sai Phan Thanh Giản và Lâm Duy Hiệp vào Sài Gòn giảng hòa với thực dân, để có thể đưa đại quân ra tiêu diệt các cuộc nổi dậy ở đất Bắc đang uy hiếp ngai vàng của dòng họ Nguyễn.

## Diễn biến
Theo sử gia Phạm Văn Sơn, thì:
| “ | Giữa lúc quân Pháp không ngờ nhất, thì thiếu tá Simon đang công tác ở ngoài khơi Trung Kỳ trở về Sài Gòn báo tin là vua Tự Đức vừa đề nghị mở cuộc giảng hòa. Tháng 4 năm Nhâm Tuất, đô đốc Bonard liền phái Simon mang chiến hạm Forbin có bố trí đại bác, ba chiếc thuyền gỗ cùng 200 lính đến cửa Thuận An (Huế), để đưa ra ba yêu sách là: Gửi sứ thần có thẩm quyền quyết định vào Gia Định, bồi thường chiến phí và phải nạp trước 100.000 Franc để đảm bảo thiện chí cầu hòa. | ” |

Theo G. Taboulet thì tàu Forbin đưa sứ bộ rời Huế vào ngày 28 tháng 5 năm 1862, đến Sài Gòn vào ngày 3 tháng 6 năm 1862, qua ngày 5 tháng 6 năm 1862 (9 tháng 5 âm lịch năm Nhâm Tuất) thì hai bên ký bản hòa ước trên tàu chiến Duperré của Pháp đậu ở bến Sài Gòn.
Ký hòa ước xong, triều đình phái Phan Thanh Giản làm tổng đốc Vĩnh Long, Lâm Duy Hiệp làm tuần phủ Khánh Thuận, để giao thiệp với các quan nước Pháp ở Gia Định.
Tháng 2 năm Quý Hợi (1863), thiếu tướng Bonard và đại tá Palanca ra Huế gặp vua Tự Đức để công nhận sự giảng hòa của ba nước. Xong rồi thiếu tướng Bonard về Pháp nghỉ, Chuẩn đô đốc La Grandière sang thay.
Bấy giờ nước Tây Ban Nha cũng nhường quyền lấy đất làm thuộc địa cho nước Pháp, chỉ nhận tiền binh phí và quyền được cho giáo sĩ đi giảng đạo mà thôi.
Hiệp ước Nhâm Tuất tồn tại cho đến ngày 15 tháng 3 năm 1874, thì bị thay thế bằng Hoà ước Giáp Tuất 1874, theo chiều hướng có lợi cho Pháp hơn nữa.

## Quan điểm của vua Tự Đức trước khi ký hòa ước
Tháng 4/1862, phía Pháp cử thiếu tá Simon đi tàu đến cửa Thuận An đưa thư yêu cầu phía Đại Nam cử một đại diện đứng ra đàm phán. Vua Tự Đức cho nhóm họp các quan đại thần bàn về hòa ước, nhà vua đã nói với quần thần rằng: “Tạm thời khuất mình, tạm thời chịu phí, mà có thể cứu được quân dân, không bị mất đất đai thì nên lắm” 
Hai quan đại thần Phan Thanh Giản và Lâm Duy Hiệp xin đi Sài Gòn để hội đàm với Pháp, nhà vua đã ưng thuận. Trước khi đoàn sứ lên đường, vua Tự Đức đã rót ngự tửu ban cho và dụ rằng: “Đất đai quyết không thể nào cho được, tà giáo (ý nói Cơ Đốc giáo) quyết không cho tự do tuyên truyền”. Khi biết tin sứ bộ Phan Thanh Giản vượt quyền, đặt bút ký vào bảng sơ thảo hiệp ước, cắt nhượng đất 3 tỉnh miền Đông Nam Kỳ thì vua Tự Đức thất vọng nói rằng: “Thương thay con đỏ của lịch triều, nào có tội gì?”. 
Vua Tự Đức trừng phạt 2 viên chánh phó sứ bằng cách bổ nhiệm Phan Thanh Giản làm Tổng đốc Vĩnh Long, Lâm Huy Hiệp làm Tuần phủ Thuận – Khánh (Bình Thuận và Khánh Hoà ngày nay) – đây là những tỉnh giáp với vùng đất vừa nhượng cho Pháp, để 2 vị đại thần này nối lại các cuộc thương quyết, chuộc sai lầm đã phạm.

## Các điều khoản quan trọng
Hòa ước Nhâm Tuất có 12 khoản, trừ các điều khoản có tính cách ngoại giao, thì 9 khoản sau đây được coi là quan trọng hơn cả:
- Khoản 1: Từ nay về sau, hòa bình sẽ mãi mãi được thiết lập giữa một bên là Hoàng đế Pháp và Nữ hoàng Tây Ban Nha và một bên là Hoàng đế Đại Nam. Tình hữu nghị toàn diện và lâu bền cũng sẽ được thiết lập giữa thần dân ba nước dù họ ở bất cứ nơi đâu.
- Khoản 2: Thần dân hai nước Pháp và Tây Ban Nha được hành đạo Gia Tô ở nước Đại Nam, và bất luận người nước Đại Nam ai muốn theo đạo Gia Tô, đều sẽ được tự do theo, nhưng những người không muốn theo đạo Gia Tô thì không được ép họ theo.
- Khoản 3: Chủ quyền trọn ba tỉnh là Biên Hòa, tỉnh Gia Định và tỉnh Định Tường, cũng như đảo Côn Lôn, do hiệp ước này, được hoàn toàn nhượng cho hoàng đế nước Pháp. Ngoài ra, các thương gia Pháp được tự do buôn bán và đi lại bằng bất cứ tàu bè nào trên sông lớn của xứ Cam Bốt và trên tất cả các chi lưu của con sông này[11]; các tàu binh Pháp được phép đi xem xét trên con sông này hay trên các chi lưu của nó cũng được tự do như vậy.
- Khoản 4: Sau khi đã nghị hòa, nếu có nước ngoài nào muốn, bằng cách gây sự hoặc bằng một hiệp ước giành lấy một phần lãnh thổ của nước Đại Nam, thì hoàng đế nước Đại Nam sẽ báo cho hoàng đế nước Pháp biết bằng một sứ thần,.. để hoàng đế nước Pháp được hoàn toàn tự do đến tiếp cứu nước Đại Nam hay không. Nhưng, nếu trong hiệp ước với nước ngoài nói trên, có vấn đề nhượng địa, thì sự nhượng địa này có thể được thừa nhận nếu có sự ưng thuận của hoàng đế nước Pháp.
- Khoản 5: Người các nước Pháp và Tây Ban Nha được tự do buôn bán tại ba hải cảng là Tourane (Đà Nẵng), Ba La (Ba Lạt)[12] và Quảng Yên[13]. Người nước Đại Nam cũng được tự do buôn bán tại các hải cảng của nước Pháp và Tây Ban Nha như vậy, nhưng phải theo thể thức luật định...
- Khoản 8: Hoàng đế nước Đại Nam sẽ phải bồi thường một số tiền là bốn triệu franc, trả trong 10 năm. Vì nước Đại Nam không có tiền franc sẽ được tính bằng 72% lạng bạc.
- Khoản 9: Nếu có cướp bóc, giặc biển hoặc kẻ gây rối người nước Nam nào, phạm tội cướp bóc hoặc gây rối trên các đất thuộc Pháp, hoặc nếu có người Âu Châu phạm tội nào đó, lẩn trốn trên đất thuộc nước Nam thì ngay khi nhà nước Pháp thông tri cho nhà chức trách Đại Nam, giới chức này phải cố gắng bắt giữ thủ phạm để giao nộp cho nhà chức trách Pháp. Vấn đề cướp bóc, giặc biển hay quân phiến động nước Nam sau khi phạm tội, lẩn trốn trên đất thuộc Pháp, cũng sẽ được xử như vậy.
- Khoản 10: Dân chúng ba tỉnh là Vĩnh Long, An Giang và Hà Tiên sẽ được tự do buôn bán trong ba tỉnh thuộc Pháp miễn tuân theo luật lệ hiện hành, nhưng những đoàn tàu chở binh lính, vũ khí, đạn dược hay lương thực giữa ba tỉnh nói trên và Nam Kỳ chỉ được thực hiện bằng đường biển. Tuy nhiên, hoàng đế nước Pháp thuận cho các đoàn tàu chở các thứ trên vào Cam Bốt được có cửa khẩu là lạch Mỹ Tho (Định Tường), gọi là Cửa Tiền, song với điều kiện là các giới chức Đại Nam phải báo trước cho đại diện của hoàng đế nước Pháp, vị đại diện này sẽ trao cho họ một giấy thông hành. Nếu thể thức này không được tuân theo, và một đoàn vận tải như vậy nhập nội mà không có giấy phép thì đoàn đó và những gì hợp thành đoàn đó sẽ bị bắt giữ và các đồ vật sẽ bị phá hủy.
- Khoản 11: Thành Vĩnh Long sẽ được binh lính (Pháp) canh gác cho đến khi có lệnh mới mà không ngăn cản bằng bất cứ cách nào hoạt động của các quan Đại Nam. Thành này sẽ được trao trả cho hoàng đế nước Đại Nam ngay khi Ngài đình chỉ cuộc chiến loạn do lệnh Ngài tại các tỉnh Gia Định và Định Tường, và khi những người cầm đầu cuộc phiến loạn này ra đi và xứ sở được yên tĩnh và quy phục như trong một xứ bình yên[14].

## Sau khi ký kết

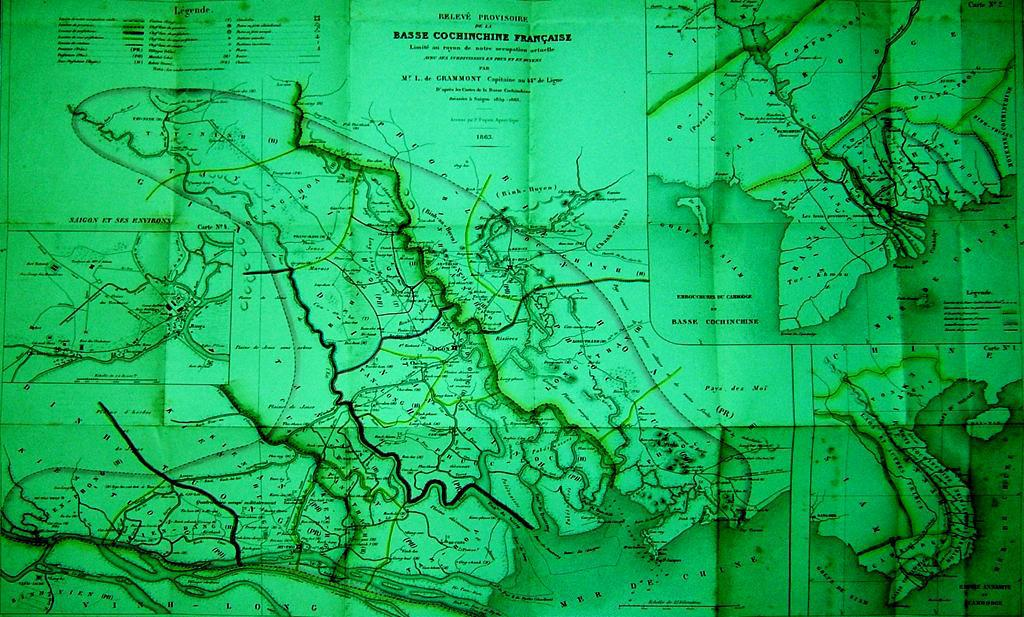
Bản đồ các tỉnh Gia Định, Định Tường và Biên Hòa trong bản đồ hành chính Cochin Chine khu vực thuộc Pháp kiểm soát năm 1863 (Basse Cochinchine Francaise) và trước đó là Nam Kỳ Lục tỉnh năm 1859 (Basse Cochinchine). (Henri Rieunier (1833-1918) vẽ năm 1863.)

Sau khi nhận ra sự thua thiệt của mình, và nghe thấy sự bất bình của sĩ dân miền Nam; nên song song với việc điều quân đi trấn áp các cuộc nổi dậy ở đất Bắc, triều đình Tự Đức cũng lên kế hoạch khẩn trương để đi chuộc đất, nhưng không thành công
Sách Việt Nam sử lược chép: 
Vua Dực Tông tuy thế bất đắc dĩ phải nhường đất ba tỉnh Nam Kỳ cho nước Pháp, nhưng trong bụng vẫn muốn cố hết sức để chuộc lại, vì là đất Gia Định là đất khai nghiệp của nhà Nguyễn và lại là đất quê ngoại của ngài, nên chi hoà ước đã ký rồi, mà ngài vẫn sai quan thương nghị với quan nước Pháp về việc ấy. Mà chủ ý người nước Pháp lúc bấy giờ thì không những là chỉ giữ lấy ba tỉnh mà thôi, lại còn định mở rộng thêm ra nữa. Vậy lẽ nào lại đem trả lại cho mình?. Vua Dực Tông thấy việc này bàn không xong, bèn sai sứ đem phẩm vật sang sứ nước Pháp và nước I-pha-nho (Tây Ban Nha)...
Sách Việt sử tân biên (quyển 5) chép: 
Ngày 14 tháng ấy, ông Phan và Lâm về kinh tâu bày sự việc. Vua Tự Đức vừa than vừa thống trách hai vị sứ thần. Cả triều đình đều bất đồng ý kiến về nội dung của hòa ước, nhưng đòi sửa đổi ngay thì biết rằng không được, nên đề nghi cho Phan, Lâm trở lại để giao thiệp với súy phủ Sài Gòn...Hai ông Phan, Lâm bấy giờ chỉ ôm nỗi khổ tâm của mình rồi lên đường vào Nam.
Đối với sĩ dân Nam Kỳ, kể từ sau hòa ước này, ngọn cờ chống thực dân Pháp xâm lược đã chuyển hẳn sang tay nhân dân, lần lượt từ ba tỉnh miền Đông sang ba tỉnh miền Tây (mở đầu là cuộc khởi nghĩa của Trương Định), rồi từ Nam ra Bắc, tạo thành nội dung chủ yếu của lịch sử Việt Nam hồi nửa sau thế kỷ 19 .
Theo tiến sĩ Nguyễn Xuân Thọ, ngân khố hoàng gia kiệt quệ khiến Tự Đức gặp khó khăn trong việc thanh toán việc bồi thường chiến phí đã quy định trong Hiệp ước 1862, nhà vua phải dùng mọi biện pháp xoay xở tài chính. Năm 1861, nhà vua cho phép các phạm nhân được trả tiền mặt để chuộc lấy tự do. Năm 1864, nhà vua lại cho phép bỏ tiền ra mua chức tước và phẩm hàm: 1.000 quan chức cửu phẩm, 10.000 quan cho chức lục phẩm (1 quan lúc đó tương đương 1 francs). Năm 1864-1865, nhà vua sai các quan lại đi tìm và khai thác mỏ khoáng sản. Năm 1865, nhà vua ra lệnh cho Thượng thư Bộ Lại và Bộ Lễ thu hồi vàng bạc ở các đồ thờ trong cung điện: 72.000 lượng bạc góp được qua việc thu hồi này, trị giá 100.000 đồng (450.000 francs) vẫn chưa đủ để trả nợ. Tự Đức phái Trương Văn Uyển vào Nam kỳ, nhằm thu góp tất cả các bạc vàng, các ngân khố ba tỉnh miền Tây: Vĩnh Long, An Giang, Hà Tiên được 720 lượng vàng, 2.200 lượng bạc và 10.000 đồng. Cũng chưa thấm vào đâu. Năm 1869, nhà vua thiết lập khoản “thuế người Minh hương”. Nhà vua cho người Tàu đóng 302.000 quan để làm đại lý thuốc phiện ở các tỉnh phía Bắc Quảng Bình, trong khi dưới các triều vua trước có lệnh cấm tuyệt đối không được mang thuốc phiện vào Việt Nam, ai vi phạm lệnh cấm sẽ bị tử hình.
Với số tiền thu nhập bằng cách đó, Tự Đức chẳng làm gì để khôi phục nền kinh tế nước nhà cả, nhà vua không đưa hết cho quân Pháp - Tây Ban Nha mà giữ lại một phần lớn để xây lăng Vạn Niên; điều đó càng làm tăng nổi bất bình của quần chúng và đưa đến hậu quả là những cuộc nổi loạn ngay trong cung điện nhà vua do Đoàn Hữu Trưng và Hồng Tập cầm đầu.
Việc xây lăng Vạn Niên, người dân buộc phải làm những việc khổ sai quá sức người, ngày cũng như đêm, ròng rã trong suốt mấy năm trường, họ rất bất bình Tự Đức. Dân chúng có câu ca dao:
| “ | Vạn Niên là Vạn Niên nào, Thành xây xương lính, hào đào máu dân. | ” |

## Nhà Nguyễn cử sứ thần đi Pháp xin chuộc đất

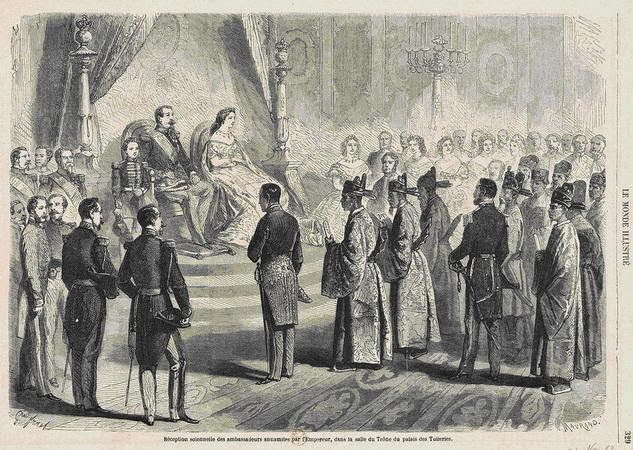
Đoàn sứ thần Phan Thanh Giản tiếp kiến Hoàng đế Napoleon III tại Paris năm 1863, với mong muốn xin chuộc lại 3 tỉnh miền Đông Nam kỳ mất trong Hòa ước Nhâm Tuất

Sau khi ký kết với đại diện của Pháp Hòa ước bất bình đẳng 1862, vua Tự Đức và triều thần tiến hành xúc tiến ngoại giao để chuộc lại đất 3 tỉnh miền Đông Nam kỳ vừa mất theo điều khoản số 3 của hoà ước. Cơ sở để vua Tự Đức cử sứ bộ Phan Thanh Giản đi Pháp và Tây Ban Nha dựa vào nội dung điều 6 của Hiệp ước Nhâm Tuất, rằng "khi nền hòa bình được thiết lập, nếu cần giải quyết một vụ việc quan trọng, nhà lãnh đạo của một trong ba nước có thể cử đại diện của mình tới thủ đô hai nước còn lại". Trong mắt triều đình Huế lúc bấy giờ, Bonard đã vượt thẩm quyền của mình khi đưa ra yêu cầu nhượng đất (điều 3), nên họ vẫn còn nuôi chút hy vọng thay đổi tình hình.
Đoàn sứ thần của Đại Nam đến Pháp gồm có chánh sứ Phan Thanh Giản, phó sứ Phạm Phú Thứ và bồi sứ Ngụy Khắc Đản. Bonard đã viết thư báo cáo cho chính phủ pháp về sự việc này, Ngoại trưởng Pháp Drouyn de Lhuys viết thư (ngày 23.6.1863) cho Bộ trưởng Hải quân và thuộc địa Chasseloup-Laubat tỏ vẻ lo lắng vì tham vọng của người Pháp nuốt trọn Nam Kỳ có thể bị ngăn cản nếu Hoàng đế Napoleon III cho sửa lại điều khoản thứ 3 trong Hoà ước 1862, trả lại 3 tỉnh cho Nhà Nguyễn. Những điều lo lắng của các bộ trưởng trong chính phủ Pháp đều trở thành sự thật khi Hoàng đế Pháp đồng ý thay thế Hoà ước 1862 bằng một hoà ước mới và cử Aubaret, Lãnh sự Pháp ở Bangkok đến Huế để đàm phán vào giữa năm 1864. Dự thảo Hòa ước Aubaret đã được ký kết giữa Aubaret và Phan Thanh Giản. Theo bản dự thảo này, Pháp trả lại cho Đại Nam 3 tỉnh đã cắt nhượng trước đó là Biên Hoà, Gia Định và Định Tường, bù lại, Nhà Nguyễn để Pháp bảo hộ 6 tỉnh Nam Kỳ, bồi thường chiến phí 80 triệu franc... Sau khi dự thảo của hoà ước được ký 5 ngày thì Aubaret nhận được thư từ Paris, yêu cầu ông huỷ bảng hoà ước mới kỳ. 

## Trong các sử liệu

### Trong sử nhà Nguyễn
Trong sách Đại Nam chính biên liệt truyện (phần chép về Phan Thanh Giản) có đoạn kể vắn tắt lại sự việc trên như sau: 
Năm thứ 15 (1862), tướng Pháp ở Gia Định mang thư đến nghị hòa. Đình thần xin cho sứ đi lại là phải. Phan Thanh Giản và Lâm Duy Thiếp xin đi. Vua chuẩn cho hai viên ấy sung làm chánh, phó sứ toàn quyền đại thần. Vua rót rượu ngự ban cho, và bảo nên biện bác sao cho khéo. Khi các ông đến Gia Định, tướng Pháp bức bách ta phải nhường giao đất đai và phải chịu tiền bồi thường. Việc đến tai vua, vua xuống dụ khiển trách nghiêm nghị, đổi làm lĩnh Tổng đốc Vĩnh Long, cùng tướng Pháp bàn làm, để chuộc tội...

### Trong sách Pháp
Trích trong sách La question de Cochinchine au point de vus des intérêts français của tác giả H. Abel (là sĩ quan hải quân trong bộ tham mưu của đô đốc Charner một người có vai trò quan trọng ở Nam Kỳ từ năm 1860 đến năm 1865)
...Triều đình Huế phải đối phó rất gay go cùng một lúc với chiến tranh ở Bắc và ở Nam thì rất nguy hiểm…Thế nhưng sau khi ký hòa ước 5 tháng 6 năm 1862, triều đình Tự Đức nhận ngay ra sai lầm nghiêm trọng của mình. Và sách lược của Huế là phải chuộc lại lỗi lầm trên, nhưng về biện pháp thì lại vừa biểu hiện "quyết tâm của kẻ yếu thế", vừa bộ lộ sự "lúng túng, không quyết đoán" của họ.
...Bấy lâu nay, triều đình Huế vẫn tỏ ra câm lặng trước mọi phương án, bỗng quay ra chấp thuận những điều khoản của hiệp ước…Phải chăng đây là kế sách của một triều đình đã đến bước đường cùng khi nhận ra sức mạnh của đối phương, và đành phải khuất phục để tránh những tai họa lớn hơn? Hay đây là sự thắng thế của phe phái này đối với phe kia trong triều đình? Hay phải chăng đây là do ảnh hưởng của một nhân vật không ngoan? (ám chỉ Trương Đăng Quế). Hẳn là đã có tất cả các lý do trên .

### Trong sách Việt
- Giáo sư Nguyễn Phan Quang:

Các nguồn tư liệu khác nhau cho thấy những tháng đầu năm 1862 là thời gian khủng hoảng nặng nề nhất của quân viễn chinh Pháp ở chiến trường Việt Nam. Một mặt, phong trào kháng chiến của nhân dân đang phát triển mạnh, đặt địch quân trước những khó khăn nan giải; mặt khác là những tác động do thất bại của Pháp ở Syrie, sa lầy ở Mexique và làn sóng phản đối của nhân dân Pháp.
Giữa lúc đó, triều đình Huế chủ động "nghị hòa và ký kết mau chóng" đã làm cho thực dân Pháp ngạc nhiên:
May mắn thay, đang lúc phải đón đợi một tình thế xấu thì Huế lại yêu cầu ký hòa ước.
Giám đốc Sở Nội vụ Paulin Vial cũng đã viết:
Trung tá Simon từ Bắc trở về báo cho quan đô đốc (Bonard) rằng người An Nam muốn điều đình...là một tin mừng giữa lúc có nhiều lo âu quan trọng...Người ta ngạc nhiên về sự dễ dàng của người An Nam, trước kia đã từng bác bỏ các ý định giảng hòa của chúng ta với bao nhiêu bực tức, đột nhiên lại đến yêu cầu một hiệp ước mà điều kiện hình như đắt giá với họ .
Trích trong báo cáo của đô đốc Bonard gửi về Pháp ngày 8 tháng 9 năm 1862:
Phải nói rằng tôi chỉ còn biết hài lòng về chính phủ Tự Đức và những người thay mặt họ đã giúp tôi tại Nam Kỳ để cho hiệp ước được thi hành sớm chừng nào hay chừng ấy
Rõ ràng, nhà Nguyễn hiểu đối phương rất kém. Và mãi cho đến nay người ta vẫn băn khoăn không rõ vì sao chỉ trong một khoảng thời gian ngắn thương thuyết, phái bộ nhà Nguyễn đã vội chấp nhận những điều khoản nặng nề như vậy.
Cho nên, vua Tự Đức đã lên án trưởng phó phái bộ Phan, Lâm là: tội nhân của bản triều mà còn là tội nhân của muôn đời. Sau, trong bài văn khắc trên bia Khiêm Lăng, nhà vua còn nhắc lại chuyện cũ: Bất đắc dĩ cầu hòa với giặc, sai sứ đi định ước, không biết vì cớ gì mà lập thành hòa ước dễ dàng, đem tất cả thổ địa nhân dân của các triều trước mở mang khó nhọc bỗng chốc bỏ cho giặc hết .
- Sử gia Phạm Văn Sơn:

Các vụ loạn ở Bắc Kỳ có một điều vô cùng tai hại là vì nó mà triều đình Tự Đức phải vội vã ký Hòa ước Nhâm Tuất (1862) với Pháp ở Nam Kỳ để rảnh tay đối phó với Bắc Kỳ. Tự Đức nghĩ rằng có ký với Pháp chăng nữa thì rồi đây lại tìn cơ khôi phục những tỉnh đã nhượng. Bắc Kỳ bấy giờ có lẽ ở trong một tình trạng khẩn trương hơn Nam Kỳ bội phần? Việc Tự Đức điều động tướng Nguyễn Tri Phương và nhiều đại tướng khác ra Bắc bấy giờ cũng đủ hiểu...
Sử gia P. Cultru nói rằng tuy bề ngoài Pháp làm chủ được nhiều thị trấn ở miền Nam, nhưng vẫn bị quấy đảo khắp nơi...Nhưng một may mắn đặc biệt đã tới với họ, giữa lúc họ không ngờ nhất thì Tự Đức đề nghị mở cuộc giảng hòa. Sau khi thiếu tá Simon trao cho triều đình Huế bản nghị hòa (sơ thảo) thì việc này được đem ra bàn tại triều đình. Phan Thanh Giản, Trần Tiễn Thành, Trương Đăng Quế đều tán thành việc gửi sứ thần vào nghị hòa với Súy phủ Nam Kỳ...Theo ông Quế, các điều kiện Pháp đưa ra cũng là phải chăng, nếu không lợi dụng dịp tốt này mà hòa giải cho xong, sau này cuộc phiêu lưu chưa biết tới đâu...
Ký xong hòa ước, Bonard tự coi là đã thành công một cách oanh liệt. Về phía Việt Nam, nhất là sĩ dân miền Nam rất bất bình vì tại Nam Kỳ bị tổn thất quá nhiều...Nhưng dù căm phẫn thế nào với Pháp, triều đình Tự Đức vẫn không thể chiều ý sĩ dân miền Nam mà tái chiến với Pháp. Họ khuyên Trương Định hạ khí giới. Trương Định không chịu. Tự Đức phải cách chức Trương Định cho khỏi phiền phức với Pháp.
Ngoài ra, theo nhà giáo Ca Văn Thỉnh thì đây là một "hàng ước", còn theo giáo sư Trần Văn Giàu thì "đây là một sự phản bội đối với những người kháng chiến", vì sau hiệp ước này phong trào chống thực dân Pháp của nhân dân Việt khó khăn hơn trước: nghĩa quân sẽ phải đơn độc đối phó với đối phương. Quan trọng hơn nữa là triều đình không chỉ ra lệnh bãi binh, mà lại còn tiếp tay truy lùng các thủ lĩnh cho họ!

## Sách tham khảo
- Quốc sử quán triều Nguyễn. Quốc triều chính biên toát yếu. Nhà xuất bản Văn Học, 2021

....
- Quốc sử quán triều Nguyễn, Đại Nam chính biên liệt truyện. Nhà xuất bản Văn Học, 2004.
- Trần Trọng Kim, Việt Nam sử lược (quyển 2). Trung tâm Học Liệu Sài Gòn xuất bản, 1971.
- Phạm Văn Sơn, Việt sử tân biên (quyển 5, tập thượng),  1962.
- Đinh Xuân Lâm-Nguyễn Văn Khánh-Nguyễn Đình Lễ, Đại cương lịch sử Việt Nam (tập 2). Nhà xuất bản Giáo dục, 2006.
- Nguyễn Duy Oanh, Quân dân Nam Kỳ kháng Pháp trên mặt trận quân sự và văn chương (1859-1885). Nhà xuất bản Thành phố Hồ Chí Minh, 1995.
- Hoàng Văn Lân-Ngô Thị Chính, Lịch sử Việt Nam (1858-cuối thế kỷ 19), quyển 3, tập 1, phần 1. Nhà xuất bản Giáo dục, 1979.
- Nhóm Nhân Văn Trẻ, Hỏi đáp lịch sử Việt Nam (tập 4). Nhà xuất bản Trẻ, 2007.
- H. Abel (Adrien Barthélemy Louis Henri Rieunier), La question Cochinchine au point de vus des intérêts français, Paris, 1864.